# Jared Schuurmans
Jared Schuurmans (né le 26 juin 1987) est un athlète américain, spécialiste du lancer de disque.
Le 7 juin 2015, il lance le disque à 66,10 m à Claremont, record personnel, avant de remporter, à la fin du même mois, le titre de champion des États-Unis.